# لا تره
لا تره دهستانی در استان آبیلای اسپانیا است.
در این دهستان ۳۹۷ نفر زندگی می‌کنند. مساحت این دهستان ۵۸٫۶۵ کیلومتر مربع است.